# Carlton Fisk
Carlton Ernest Fisk (Bellows Falls, 26 dicembre 1947) è un ex giocatore di baseball statunitense.
Ha giocato per 24 anni nella Major League Baseball, prima con i Boston Red Sox e poi con i Chicago White Sox.

## Curiosità
Viene citata una sua memorabile azione nei film Will Hunting - Genio ribelle e Di nuovo in gioco.